# Witkindistelstaart
De witkindistelstaart (Asthenes fuliginosa; synoniem: Schizoeaca fuliginosa) is een zangvogel uit de familie Furnariidae (ovenvogels). De vogel werd in 1843 geldig beschreven.

## Kenmerken
De vogel is 18 tot 20 cm lang met de voor het hele geslacht kenmerkende "distelstaart" met smalle puntige buitenste staartpennen. Van boven is de vogel grijsbruin met een smalle lichte wenkbrauwstreep en smalle donkere oogstreep. Van onder is de vogel egaal grijs met een wit vlekje op de kin (niet bij iedere ondersoort zo duidelijk).

## Verspreiding en leefgebied
Deze soort komt voor van westelijk Venezuela tot centraal Peru en telt vier ondersoorten:
- A. f. fuliginosa: oostelijk Colombia, westelijk Venezuela en noordelijk Ecuador.
- A. f. fumigata: centraal Colombia.
- A. f. peruviana: noordelijk Peru.
- A. f. plengei: centraal Peru.

De leefgebieden zijn graslanden, natuurlijk bos en terrein met struikgewas op hoogten tussen de 2300 en 4000 meter boven zeeniveau.
De populatie-aantallen zijn niet gekwantificeerd, maar er is geen bewijs dat de vogel in zijn voortbestaan wordt bedreigd.